# Sapowice
Sapowice (prononciation : [sapɔˈvit͡sɛ]) est un village polonais de la gmina de Stęszew dans le powiat de Poznań de la voïvodie de Grande-Pologne dans le centre-ouest de la Pologne.
Il se situe à environ 6 kilomètres à l'ouest de Stęszew (siège de la gmina) et à 25 kilomètres au sud-ouest de Poznań (siège du powiat et capitale régionale).

## Histoire
De 1975 à 1998, le village faisait partie du territoire de la voïvodie de Poznań.

Depuis 1999, Sapowice est situé dans la voïvodie de Grande-Pologne.
Le village possède une population de 370 habitants en 2006.